# Lygosoma quadrupes
Lygosoma quadrupes — вид сцинкоподібних ящірок родини сцинкових (Scincidae). Ендемік Індонезії.

## Поширення й екологія
Lygosoma quadrupes є ендеміками острова Ява. Вони живуть у вологих тропічних лісах, парках і садах, серед опалого листя та гнилої деревини. Зустрічаються на висоті до 700 м над рівнем моря.